# عبد ربه منصور هادي
عبد ربه منصور هادي الفضلي (1 سبتمبر 1945-)، هو الرئيس الثاني للجمهورية اليمنية والقائد الأعلى للقوات المسلحة والأمن سابقاً، وكان قبلها نائبًا للرئيس خلال الفترة 1994 - 2012. اُنتخب رئيساً للبلاد عام 2012 كمرشحٍ توافقي وحيد أجمع عليه حزب المؤتمر الشعبي العام وأحزاب تكتل اللقاء المشترك بعد أحداث 2011 التي أسميت بثورة الشباب، وقد أجرى هادي عملية لهيكلة الجيش اليمني والأمن بإقالة العشرات من القادة العسكريين الموالين لسلفه الرئيس السابق علي عبد الله صالح وعلي محسن الأحمر وإعادة تتنظيم وتوزيع الوحدات العسكرية والأمنية، ووصف هادي أن إعادة بناء الجيش على أسس وطنية يكفل حياديتها وعدم دخولها كطرف في الصراعات السياسية.
بعد سيطرة الحوثيين على صنعاء ومحاصرة القصر الرئاسي في 20 يناير 2015، فرض الحوثيون على هادي ما يشبه الإقامة الجبرية في منزله لعدة أسابيع انتهت بتقديم استقالته في 22 يناير إلى مجلس النواب، بعد استقاله الحكومة برئاسة خالد محفوظ بحاح، غير أن الحوثيون منعوا البرلمان من عقد جلسة لقبول الاستقالة أو رفضها. وبدلاً من ذلك أعلن الحوثيين عن إعلان دستوري قضى بحل البرلمان وبتولّي ما سمي اللجنة الثورية برئاسة محمد علي الحوثي، إدارة شؤون البلاد.
ظلَّ هادي قيد الإقامة الجبرية إلى أن تمكن من الفرار من منزله بصنعاء متجهاً إلى عدن في 21 فبراير 2015،  وأعلن منها في بيان سحب استقالته وأصدر بياناً جاء فيه «أن جميع القرارات التي اتخذت منذ 21 سبتمبر باطلة ولا شرعية لها» ويقصد اتفاق السلم والشراكة. ودعا لانعقاد اجتماع الهيئة الوطنية للحوار في عدن أو تعز حتى خروج الحوثيين من صنعاء. مجدداً في البيان التزامه بالمبادرة الخليجية، كما طالب فيه المجتمع الدولي باتخاذ الإجراءات لحماية العملية السياسية ورفض ما وصفه بالانقلاب. في 26 مارس 2015 شن ما يسمى بالتحالف العربي بقيادة السعودية هجوماً عسكرياً بالطيران الحربي والصواريخ ضد الحوثيين أسمي عاصفة الحزم، على أمل القضاء على الحوثيين خلال بضعة أيام أو أسابيع، غير أن الحرب دخلت عامها الثامن ولم تتوقف حتى اليوم.
في 7 أبريل 2022 وفي خطوة مفاجئة أعلن هادي من الرياض تشكيل مجلس قيادة رئاسي لاستكمال تنفيذ مهام المرحلة الانتقالية، وفوّضه بكامل صلاحياته.

## النشأة
ولد في 1 سبتمبر 1945 في قرية ذكين، مديرية الوضيع في سلطنة الفضلي.
- درس في أكاديمية ساندهيرست العسكرية الملكية البريطانية عام 1966.
- حاصل على درجة الماجستير من أكاديمية ناصر العسكرية بجمهورية مصر العربية ((سلاح الدبابات)) عام 1970.
- حاصل على درجة الماجستير من أكاديمية فرونزا في الاتحاد السوفيتي السابق ((القيادة العسكرية)).

شغل عدة مناصب عسكرية في جيش اليمن الجنوبي عمل قائداً لفصيلة المدرعات، وبعد الاستقلال (27 نوفمبر/تشرين الثاني 1967) عُيِّن قائداً لسرية مدرعات في قاعدة العنَد في المحور الغربي لجنوب اليمن، ثم مديراً لمدرسة المدرعات، ثم أركان حرب سلاح المدرعات، ثم أركان حرب الكلية الحربية، ثم مديرا لدائرة تدريب القوات المسلحة. سنة 1972 انتقل إلى محور الضالع، وعين نائباً ثم قائداً لمحور كرش، وكان عضو لجنة وقف إطلاق النار، ورئيس اللجنة العسكرية في المباحثات الثنائية التالية للحرب مع الشمال. استقر في مدينة عدن مديرا لإدارة التدريب في الجيش، مع مساعدته لرئيس الأركان العامة إدارياً، ثم رئيساً لدائرة الإمداد والتموين العسكري بعد سقوط حكم الرئيس سالم ربيع علي، وتولّي عبد الفتاح إسماعيل الرئاسة. رُقِّي إلى درجة نائب لرئيس الأركان لشؤون الإمداد والإدارة معنيا بالتنظيم وبناء الإدارة في الجيش بداية من سنة 1983، وكان رئيس لجنة التفاوض في صفقات التسليح مع الجانب السوفياتي، وتكوين الألوية العسكرية الحديثة. كان من ضمن القوى التي نزحت إلى صنعاء عقب حرب 1986 الأهلية في جنوب اليمن 
عمل مع زملائه على لملمة شمل الألوية العسكرية التي نزحت معهم إلى الشمال، وإعادة تجميعها إلى سبعة ألوية، والتنسيق مع السلطات في الشمال لترتيب أوضاعها ماليا وإداريا، وأطلق عليها اسم ألوية الوحدة اليمنية، وظل في شمال اليمن حتى يوم 22 مايو/أيار 1990، تاريخ الوحدة اليمنية. عُيِّن قائدا لمحور البيضاء، وشارك في حرب 1994. وفي مايو/أيار 1994 صدر قرار تعيينه وزيرا للدفاع، ثم عُيِّن نائبا للرئيس في 3 أكتوبر/تشرين الأول من نفس السنة.

## المناصب السياسية
أصبح نائباً لرئيس اليمن في 3 أكتوبر 1994 خلفاً لـ علي سالم البيض الذي أعلن الإنفصال وإقامة دولة اليمن الديموقراطية في الجنوب عشية 22 مايو 1994 ولكنه خسر الحرب الأهلية (حرب الإنفصال) والتي كانت بدأت مقدماتها يوم 27 إبريل وانتهت في 7 يوليو عام 1994، وكان هادي قد عُيِّن قبل منصب نائب الرئيس وزيراً للدفاع أثناء فترة الحرب وحتى 3 أكتوبر 1994، وخلفه في هذا المنصب عبد الملك السياني في حكومة عبد العزيز عبد الغني التي تشكلت في 4 أكتوبر 1994.

### المناصب الحزبية
انتخب عبد ربه منصور هادي نائبا لرئيس المؤتمر الشعبي العام الحاكم وأمينا عامًا له في نوفمبر/تشرين الثاني 2008 حتى 8 نوفمبر 2014 حيث أقاله المؤتمر الشعبي العام من منصبه نائبًا لرئيس الحزب وأمينًا عامًا له  وذلك بعض عدة أحداث أهمها إعلان الرئيس هادي تشكيل الحكومة الجديدة «حكومة خالد بحاح» والتي رفض المؤتمر المشاركة فيها، وبعد فرض مجلس الأمن عقوبات على الرئيس السابق علي عبد الله صالح والذي يرأس حزب المؤتمر،، وكان هادي قد استخدم صلاحياته كأمين عام للحزب بإغلاق «قناة اليمن اليوم» التابعة لرئيس الحزب علي عبد الله صالح، وتم إعادة بث القناة بعد ذلك.

### رئيس اليمن
كان هادي هو المرشح الوحيد للانتخابات الرئاسية التي جرت في 21 فبراير 2012. وأيّد ترشيحه كل من الحزب الحاكم وأحزاب تكتل اللقاء المشترك، وذكرت لجنة الانتخابات أن 65% من الناخبين المسجلين شاركوا في الانتخابات. أدّى عبد ربه منصور هادي اليمين الدستورية أمام البرلمان في 25 فبراير 2012. وأصبح رئيسا لليمن في 27 فبراير 2012 عندما تنازل صالح رسمياً عن السلطة.

## الفترة الرئاسية
بعد تولّي الرئيس عبد ربه منصور هادي الحكم في فبراير 2012، وتماشياً مع اتفاقية دول مجلس التعاون الخليجي، تولّت الحكومة الجديدة المهام التالية:
1. إعادة هيكلة الأجهزة الأمنية والعسكرية.
2. معالجة مسائل العدالة الانتقالية.
3. إجراء حوار وطني شامل.
4. تمهيد الطريق لصياغة دستور جديد وإجراء انتخابات عامة عام 2014.

### هيكلة الجيش
سرعان ما اتضح أن حصانة الرئيس السابق علي عبد الله صالح وأفراد أسرته، فضلاً عن شبكة واسعة استطاع من خلالها الاحتفاظ بسلطة كبيرة، أعاقت الانتقال الحقيقي للسلطة. خلال عام 2012، علّق الرئيس هادي، الذي ليس له قاعدة سلطة داخل الخدمات المدنية أو الأحزاب أو المنشأة العسكرية، بين فصيلين مسلحين: فصيل علي عبد الله صالح وفصيل علي محسن الأحمر قائد الفرقة الأولى مدرع – واللذين كانا منقسمين ضمن الجيش اليمني.
إلا أن الاحتجاجات المستمرة دفعت الرئيس هادي إلى إقالة عدد من كبار المقربين من صالح من مناصبهم في الجيش. تلا إقالة اثنين من قادة الجيش المقربين من صالح في 2012 (قائد القوات الجوية اليمنية اللواء محمد صالح الأحمر وقائد الحرس الخاص العميد طارق محمد عبد الله صالح)، وأصدر مرسوم أكثر أهمية في ديسمبر. بناء على ذلك، أعاد هادي تنظيم الجيش اليمني في خمس وحدات (القوات البرية والقوات البحرية والقوات الجوية وقوات حرس الحدود وقوات الاحتياط الاستراتيجي)، وألغى الحرس الجمهوري اليمني (بقيادة أحمد علي عبد الله صالح) والفرقة الأولى مدرع (بقيادة علي محسن الأحمر). وتم استبدال قائد الأمن المركزي اليمني يحيى صالح، ابن شقيق صالح. وعلاوة على ذلك، أمر بتشكيل قوات عسكرية جديدة تحت سيطرته المباشرة: قوات الحماية الرئاسية. من خلال ذلك كله، يسعى هادي إلى توحيد الجيش والسيطرة المؤسساتية من قبل وزارة الدفاع اليمنية بدلاً من قادة منفصلين.
في أبريل 2013، أقال هادي أحمد علي عبد الله صالح، نجل صالح، من منصبه كقائد للحرس الجمهوري وعيّنه سفيراً في دولة الإمارات العربية المتحدة. كما عيّن هادي عمار صالح وطارق صالح، ابني أخي صالح اللذين خدموا في المخابرات والحرس الجمهوري، ملحقين عسكريين في ألمانيا وإثيوبيا. مع أن هذا كان تطوراً إيجابياً، إلا أن هيومن رايتس ووتش حذّرت في أبريل من أن تعيين عسكريين سابقين في مناصب دبلوماسية في الخارج يمكن أن يجعلهما بمنأى عن الملاحقة القضائية، الأمر الذي من شأنه عرقلة التحقيق في دورهما في جرائم ضد اليمنيين.

### الوضع الإنساني
بقي الوضع الإنساني حرجاً. وأدى عدم الاستقرار السياسي إلى ارتفاع أسعار السلع وزيادة البطالة. وجد برنامج الأغذية العالمي التابع للأمم المتحدة عام 2012 أن أكثر من 10 ملايين شخص، 44,5% من السكان، يعانون من انعدام الأمن الغذائي، 5 ملايين منهم حالتهم مزمنة، وغير قادرين على إنتاج أو شراء الغذاء الذي يحتاجونه. يعتبر سوء التغذية لدى الأطفال من بين أعلى المعدلات في العالم، إذ أن هناك ما يقرب من نصف الأطفال دون سن الخامسة (مليونين) يعانون من سوء التغذية المزمن وتفاقم معدل الوفيات وارتفاع معدلات البطالة. ووفق مركز البحوث الاجتماعية والاقتصادية في صنعاء، بلغت نسبة البطالة 50%.

### الحوار الوطني
كان من المقرر البدء بالحوار الوطني اليمني الهام لمستقبل اليمن، والذي كان يهدف إلى مناقشة قضايا رئيسية في نوفمبر 2012. ومنذ ذلك الحين تم تأجيله عدة مرات وبدأ في مارس 2013. وكانت المشكلة الرئيسية إدراج ما يسمى بالأحزاب غير الموقعة - التي لم توقع على اتفاق دول مجلس التعاون الخليجي. رفضت بعض فصائل الحراك الجنوبي الانضمام إلى المؤتمر. فقد اعتبروا المبادرة الخليجية شأنا شمالياً. ويعارض عدد من المجموعات الشبابية المستقلة – من بينهم شباب الثورة - طبيعة النخبة للاتفاق ويشعرون بالإهمال من قبل الأحزاب السياسية المعمول بها. وقد كان هؤلاء الشباب وراء الاحتجاجات، هاتفين ضد التسوية السياسية ومطالبين بخطوات لتجريد صالح من السلطة. ووافق الحوثيون، الذين رفضوا اتفاق دول مجلس التعاون الخليجي، على المشاركة في الحوار الوطني.
وفي 25 يناير 2014 عقدت الجلسة الختامية للحوار وإعلان الوثيقة النهائية لمؤتمر الحوار في مبنى القصر الجمهوري بصنعاء.

### استيلاء الحوثيين على صنعاء
من خلال سلسلة تظاهرات للحوثيون في عامي 2014 و2015 قام الحوثيون بانقلاب على الرئيس هادي،  وسيطروا على صنعاء في 21 سبتمبر،  وساعدت القوات المرتبطة بعلي عبد الله صالح بمساعدة الحوثيون في العمليات العسكرية والتوسع في المحافظات،  وفي ليلة اقتحام صنعاء تم التوقيع على اتفاقية سياسية عرفت باتفاق السلم والشراكة الوطنية بين حكومة هادي والحوثيين، وتمت صياغة الاتفاق بهدف وضع الخطوط العريضة لاتفاق لتقاسم السلطة في الحكومة الجديدة، واستغل الحوثيون الاتفاقية لتوسيع سيطرتهم على العاصمة صنعاء.
وفي 19 يناير 2015 هاجم الحوثيون منزل الرئيس هادي، وحاصروا القصر الجمهوري الذي يقيم فيه رئيس الوزراء،  واقتحموا معسكرات للجيش ومجمع دار الرئاسة، ومعسكرات الصواريخ. وفرض الحوثيون على هادي ورئيس الوزراء وأغلب وزراء الحكومة إقامة جبرية،  وقام الحوثيون بتعيين محافظين عن طريق المؤتمر الشعبي العام في المجالس المحلية، واقتحموا مقرات وسائل الإعلام الحكومية وسخروها لنشر الترويج ودعايات ضد خصومهم، واقتحموا مقرات شركات نفطية وغيّروا طاقم الإدارة وعينوا مواليين لهم، وتواردت أنباء عن ضغوطات مارسوها على الرئيس هادي نائباً للرئيس منهم.
قدّم الرئيس عبد ربه منصور هادي ورئيس الوزراء خالد بحاح استقالاتهم في 22 يناير، ولم يعقد البرلمان جلسة لقبول الاستقالة أو رفضها حسب ما ينص عليه الدستور،  وأعلن الحوثيون بيان أسموه بـ «إعلانا دستوريا» في 6 فبراير، وقاموا بإعلان حل البرلمان،  وتمكين «اللجنة الثورية» بقيادة محمد علي الحوثي لقيادة البلاد. وبالرغم من النجاحات العسكرية والتحالف مع حزب المؤتمر الشعبي العام، إلا أنه واجه معارضة داخلية ودولية واسعة.

### الاستقالة
| عبد ربه منصور هادي | الأخ/ رئيس هيئة مجلس النواب المحترم المحترمون الأخوة/ أعضاء مجلس النواب ممثلو الشعب المحترمون السلام عليكم ورحمة الله وبركاته لقد تحملنا مسؤولية الرئاسة منذ 25 فبراير 2012، وأنتم لستم بحاجة لشرح الظروف السياسية والأمنية والاقتصادية في ذلك الظرف وحتى يومنا هذا. ونظراً للمستجدات التي ظهرت منذ 21 سبتمبر 2014، على سير العملية الانتقالية للسلطة سلمياً والتي حرصنا جميعاً على أن تتم بسلاسة ووفقاً لمخرجات الحوار الوطني التي تأخرت لأسباب كثيرة، وأنتم على علم بها. ولهذا قد وجدنا أننا غير قادرين على تحقيق الهدف الذي تحملنا في سبيل الوصول إليه الكثير من المعاناة والخذلان، وعدم مشاركتنا من قبل فرقاء العمل السياسي في تحمل المسؤولية للخروج باليمن إلى بر الأمان، ولهذا نعتذر لكم شخصياً ولمجلسكم الموقر وللشعب اليمني بعد أن وصلنا إلى طريق مسدود. ولهذا أتقدم اليكم باستقالتنا من منصب رئاسة الجمهورية اليمنية وإلى مجلسكم الموقر. وشكرا عبد ربه منصور هادي | عبد ربه منصور هادي |

### الخروج إلى عدن
ظلَّ الرئيس المستقيل هادي ورئيس الوزراء قيد الإقامة الجبرية التي فرضها مسلحون حوثيون منذ استقالته، واستطاع هادي الفرار من الإقامة الجبرية، واتجه إلى عدن في 21 فبراير،  ومنها تراجع هادي عن استقالته في رسالة وجهها للبرلمان، وأعلن أن انقلاب الحوثيين غير شرعي. وقال «أن جميع القرارات التي اتخذت من 21 سبتمبر باطلة ولا شرعية لها»، وهو تاريخ احتلال صنعاء من قِبل ميليشيات الحوثيين. وأعلن الرئيس هادي عدن عاصمة مؤقتة لليمن بعد استيلاء الحوثيون على صنعاء. ورفض كل من الحوثيين والمؤتمر الشعبي العام الذي يرأسه علي عبد الله صالح تراجع هادي عن الاستقالة.
مع دخول شهر مارس من عام 2015 شهدت عدن توتراً سياسياً وأمنياً، فهادي اتخذ قراراً بإقالة عبد الحافظ السقاف قائد فرع قوات الأمن الخاصة في عدن المحسوب على صالح والحوثيون،  ولكن السقاف رفض ذلك، واندلعت اشتباكات مسلحة بين المتمردين من قوات الأمن ووحدات عسكرية تابعة للجيش اليمني يقودها وزير الدفاع محمود الصبيحي مسنودة باللجان الشعبية الموالية للرئيس عبد ربه منصور هادي. وبعد استعادة القوات البرية السيطرة على مطار عدن، تعرض «قصر المعاشيق» القصر الجمهوري لعدة ضربات جوية من طائرات حربية قادمة من صنعاء.

وقال علي عبد الله صالح في كلمة له أن هادي لم يعد أمامه للهروب سوى منفذ وحيد إلى جيبوتي،  حيث قال: 
| عبد ربه منصور هادي | على أولئك الذين يهرولون إلى عدن كما هرول البعض في عام 94م ركضاً وراء الإنفصاليين أن لا يتسرعوا ففي 94 هرب الإنفصاليون من خلال المنافذ الثلاثة التي حددناها لهم وهي منفذ الشرورة, ومنفذ المهرة, ومنفذ جيبوتي عبر البحر الأحمر, ومن يهرول اليوم ليس أمامه غير منفذ واحد ليهرب بجلده وبفلوسه التي كسبها على حساب قوت هذه الأمة, هو منفذ البحر الأحمر. | عبد ربه منصور هادي |

أكُد هادي في خطاب ألقاه في 21 مارس أنه لا يزال الرئيس الشرعي لليمن وقال أنه ينوي رفع العلم اليمني في جبال مران بصعدة بدلاً من العلم الإيراني. كما أعلن أن عدن ستكون العاصمة المؤقتة بسبب الاحتلال الحوثي لصنعاء، وتعهد باستعادتها. وفي صنعاء، عيّنت اللجنة الثورية التابعة للحوثيون اللواء حسين ناجي خيران وزيرا للدفاع، تمهيداً للهجوم العسكري جنوباً. من مصر، دعى وزير الخارجية اليمني رياض ياسين في 25 مارس للتدخل العسكري ضد الحوثيين.

### الحرب الأهلية والتدخل العسكري

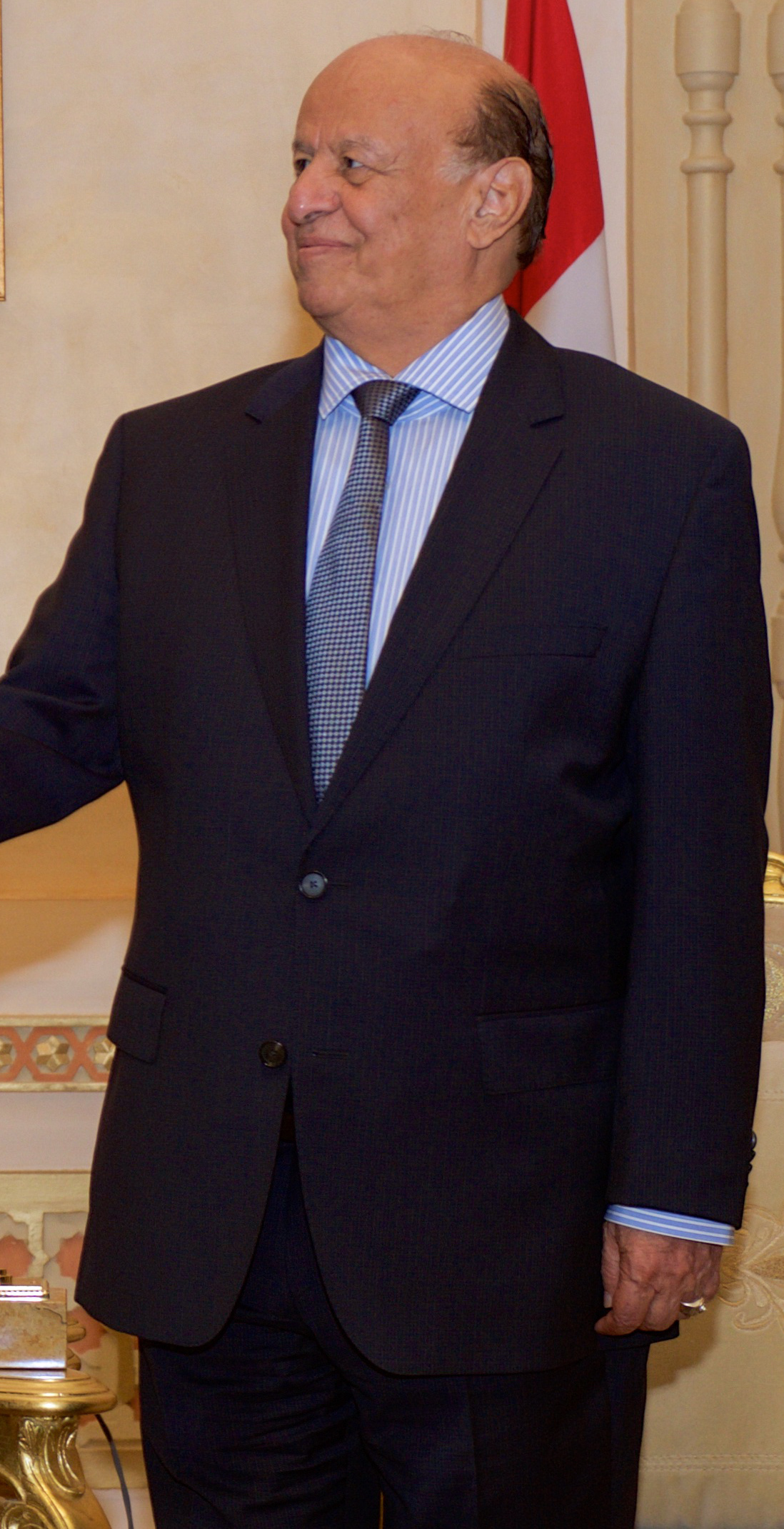
هادي في السعودية

بدأ الحوثيون وقوات عسكرية مؤيده لعلي عبد الله صالح بحملة جديدة في أواسط شهر مارس 2015 بحجة محاربة تنظيم الدولة الإسلامية، [وفقًا لِمَن؟]، وسيطر خلالها الحوثيون على تعز وقاعدة العند في لحج ومطار عدن دون مقاومة، لأن معظم قوات الجيش اليمني غدت تحت سيطرتهم. تقدمهم كان واهناً ومتعجلاً بما أنهم لم يحكموا سيطرتهم على المناطق التي سيطروا عليها سابقاً. غادر هادي البلاد في نفس اليوم ووصل إلى الرياض في 26 مارس وكان في استقباله وزير دفاع السعودية محمد بن سلمان.
في 25 مارس 2015، وردت تقارير صحفية عن تقدم هادي برسالة إلى دول مجلس التعاون الخليجي، طالباً منها تقديم المساندة الفورية بكافة الوسائل، ”استناداً إلى مبدأ الدفاع عن النفس المنصوص عليه في المادة (51) من ميثاق الأمم المتحدة، واستناداً إلى ميثاق جامعة الدول العربية ومعاهدة الدفاع العربي المشترك، لحماية اليمن وشعبه من العدوان الحوثي المستمر وردع الهجوم المتوقع حدوثه في أي ساعة على مدينة عدن وبقية مناطق الجنوب، ومساعدة اليمن في مواجهة القاعدة وداعش“. بيانٌ صادر عن دول مجلس التعاون كان أول من أظهر تلك الرسالة.
أعلنت السعودية بالإضافة لدول مجلس التعاون الخليجي باستثناء سلطنة عمان عن انطلاق عملية عملية عسكرية سميت بـ'عاصفة الحزم' تحت عنوان «استعادة الحكومة الشرعية»، و«حماية الشعب اليمني وتأمينه من التدخلات الإيرانية». وبمشاركة كل من الأردن ومصر والمغرب والسودان، بتسليح بريطاني للسعودية انتقده برلمان الاتحاد الأوروبي وأصدر قراراً يطالب بحظر تصدير الأسلحة إلى المملكة في 25 فبراير 2016، يُذكر أن حركة حماس من بين المؤيدين لـ'شرعية' الرئيس هادي. في 28 مارس، سافر هادي إلى مصر لحضور قمة جامعة الدول العربية في شرم الشيخ وطالب باستمرار القصف بقيادة السعودية، مضيفا أن على الجامعة العربية دعم بلاده.

الحرب السعودية في اليمن كانت بطلب من الرئيس المعترف به دولياً وفقاً لوسائل إعلام تابعة للدول المشاركة في القصف الجوي، وبالفعل أظهر منصور هادي امتنانه للسعودية على دعمه كرئيس في أكثر من مناسبة. غير أنَّ شركات علاقات عامة تواصلت مع عدة وسائل إعلامية بخصوص الحرب، بالنيابة عن السفارة السعودية في واشنطن، منذ وقت مبكر يعود إلى مارس 2014. وفي مقابلة مع قناة أبوظبي الإماراتية في يناير 2016، عبّر عن تفاجئه بالعمليات متحدثاً بلغته العامية:
في 2 مارس 2016، تحدث هادي في مقابلة مع صحيفة عكاظ السعودية من مقره في الرياض عن احتمالية بناء قواعد عسكرية سعودية في اليمن في مواقع لم يحددها، قائلاً بأن اليمن والسعودية ”جسد واحد“ واليمنيين ثروة بشرية للمملكة أصلاً، ناهيك عن استعدادهم للعمل كـ”عساكر“. ونصح السعودية بالاستفادة من تجربة بريطانيا خلال استعمارها لعدن. نُشرت المقابلة في وكالة الأنباء بنسختها الموالية للرئيس المعترف به دولياً. كلمة عسكر في السياق اليمني، كانت تطلق تاريخياً على المرتزقة متعددي الولاءات بين السلاطين القدامى في جنوب اليمن، من منطقة يافع تحديداً. وقال في المقابلة أن اليمنيين شعب فقير ويبدي ولائه لقاء مبالغ تتراوح ما بين عشرة وخمسين ألف ريال يمني (46 ـ 230 دولار أميركي).
في نفس المقابلة، تحدث عن جيش يمني مستقبلي يبلغ قوامه ثلاثة ملايين وسبعمائة ألف جندي، في بلدٍ بتعداد سكاني لا يتجاوز 24 مليون نسمة وبمستويات اقتصادية هي الأدنى في العالم من قبل تصاعد وتيرة الحرب الجارية. قوات مسلحة بهذا الحجم ناهيك عن الجيش وحده، من شأنها أن تجعل اليمن موطن أكبر قوات مسلحة في العالم، متجاوزًا القوات المسلحة الأمريكية وجيش التحرير الشعبي الصيني. يبني الرئيس شرعية منصبه ومطالبه للحوثيين على عدة قرارات من بينها مخرجات مؤتمر الحوار الوطني التي نصت على دولة فيدرالية من ستة أقاليم. غير أنه وفي نفس المقابلة، تحدث عن دولة بنظام ”اتحادي كونفدرالي“ بعدد ”أقاليم“ تحددها الظروف المستقبلية.
وفقاً للأمم المتحدة، استهداف طيران التحالف بقيادة السعودية للمدنيين اليمنيين «منهجي وواسع»، ويتضمن تكتيكات مثل ملاحقة المدنيين بالهيليكوبترات وقصفهم وهم يحاولون الهرب. والنقر المزدوج، وهو قصف المكان وانتظار تجمع المسعفين لقصفه مرة أخرى وفقاً لأطباء بلا حدود. كان بان كي مون، الأمين العام للأمم المتحدة، قد طالب الدول المصدرة للسلاح باستيفاء أحد مبادئ معاهدة تجارة الأسلحة الرئيسية وهي التحكم بتدفق الأسلحة لفاعلين قد يستخدمونها بطرق تنتهك القانون الدولي الإنساني. متحدثاً من لندن، قال مون أن اليمن تشتعل وغارات التحالف الجوية تحديداً تستمر باستهداف المدارس، المساجد، المستشفيات والمنشآت المدنية. وبرغم التصريحات الرسمية لطمئنة السعودية أن اتفاق لوزان النووي لن ينحدر إلى دعم لإيران، قلة في واشنطن تصدق عرض أسباب الحرب وعدد أقل يؤمن باحتمال نجاحها.
يلعب الرئيس المعين سعوديًا، دورًا رمزيًا في أزمة البلاد. ووردت تقارير منذ فترة مبكرة عن خلافات بينه وبين خالد بحاح، وغياب الانسجام بين طاقم الحكومة المقيمة بالرياض. في 3 أبريل 2016، حَمَّل هادي مسؤولية الفشل الحكومي على نائبه السابق. غير أنَّ مزيدًا من التحليل سيشير إلى طبيعة اللاعبين في اليمن. خلافًا للسرد الإعلامي وحملات العلاقات العامة السعودية في الإعلام الأميركي، لا تُختزل الحرب إلى حوثيين ”مدعومين من إيران“ وقوات علي عبد الله صالح، مقابل قوات ”حكومية“ موالية لعبد ربه منصور هادي ومدعومة من السعودية.
اعتمد النفوذ السعودي في اليمن، تقليديًا، على جهات غير حكومية أو مراكز قوى متعددة تعمل بصورة موازية ومستقلة عن الدولة، ومن هذه المجموعات المتنوعة من إخوان مسلمين، وهابية وانفصاليين تكونت الكتلة المضادة للحوثيين، وهي كتل موالية لمموليها وتحمل ولاءً صوريًا أو معدومًا لمنصور هادي ومن ثم بحاح بالمحصلة. تقرير لشركة منشورات إنديغو الفرنسية في أغسطس 2015، كان قد تحدث عن خطة سعودية إماراتية لتشكيل مناطق نفوذ مستقبلية في اليمن وتقاسمها بين البلدين. وفقا لخبر من رويترز في 1 ديسمبر 2015، دبلوماسيون لم يذكروا أسمائهم، قالوا بأن هادي لم يحظى بشعبية في يوم من الأيام ولذلك يقف عقبة أمام التوصل إلى حل ينهي الحرب، لأن توقفها يعني طرده من منصبه الرسمي. وتعامل، بإيعاز من رعاته الإقليميين، مع الأمم المتحدة ومبعوثها الخاص بذات الطريقة التي عومل بها المبعوث الأممي السابق جمال بنعمر وأعلن عن رفضه لأي تسويات تفرضها الأمم المتحدة، وذلك لموقفه الراسخ من خطة تحويل اليمن إلى ”دولة فارسية“ وتقديرًا لجهود السعودية والإمارات في استعادة أمجاد ”الأمة“. أدلى بتصريحاته تلك خلال زيارة نادرة إلى اليمن استمرت بضعة ساعات في يوليو 2016 وعاد بعدها إلى الرياض تزامنًا مع استقبال السعودية لمنافسه خالد بحاح من الإمارات. لا تتصرف ’الشرعية‘ بمعزل أو شيء من الاستقلال عن املاءات الرياض، وفقًا لصحيفة الشرق الأوسط السعودية.
في يونيو 2016، أدرجت الأمم المتحدة السعودية، بالإضافة لجماعة الحوثيين وتنظيم القاعدة، في قائمتها السنوية السوداء للدول والجماعات المشاركة في قتل وتشويه الأطفال، مضيفة أن التحالف السعودي مسؤول عن 60% من جرائم قتل الأطفال الموثقة. أزالت المنظمة الدولية اسم التحالف مؤقتًا في نفس الشهر، ووفقًا للسفير السعودي لديها، فإن ما سماه بالحجة والمنطق كانت كفيلة بـ”تصحيح“ موقف الأمم المتحدة. أثار قرار الإزالة استياء منظمات حقوق الإنسان الدولية، وكشف بان كي مون عن ضغوطات سعودية بقطع تمويل العديد من برامج الأمم المتحدة، ويشمل ذلك برامج المنظمة الدولية في الأراضي الفلسطينية، مضيفًا أن قرار إزالة اسم السعودية من القائمة السوداء كان أصعب قرار اتخذه على الإطلاق. اعترضت ليلى زروقي، مبعوث الأمم المتحدة بشأن الأطفال والصراعات المسلحة، على قرار الرفع على الرغم من التهديد السعودي بإثارة بلبلة تعلن من خلالها الأمم المتحدة منظمة معادية للمسلمين. وبالفعل، فعلى الصعيد اليمني على الأقل، شنت جهات مرتبطة بالتجمع اليمني للإصلاح تحديدًا، حملات تعبوية وتحريضية خلال الأسبوع الذي تلى إصدار القائمة، ينتقصون فيها من عمل المنظمات الحقوقية الدولية، وينسبون قرارًا يدين المملكة السعودية معنويًا إلى مؤامرات ”صليبية“ على الإسلام.
الفكرة الأساسية من هذه الإشارة هي أن الحزب تحديدًا والجماعات الأخرى بدرجة أقل، يروج أن الحرب السعودية في اليمن تحدٍ للولايات المتحدة (والغرب) وبادرة تشكل كتلة عربية وإسلامية موحدة بقيادة السعودية وقطر وتركيا، لتحقيق أهداف دولية تمني بها الجماعات الإسلامية قواعدها. بعد ذلك، تقدمت بريطانيا، بالنيابة عن الإمارات والسعودية، بمشروع بيان عن مجلس الأمن يطالب الحوثيين وجماعة صالح بالتعاون مع المبعوث الأممي، وهو ما عارضته روسيا لصالح بيان أكثر توازنًا. غير أن أعضاء الحزب يعتقدون أن الاعتراض تم بتنسيق مع الولايات والمملكة المتحدة. بالرغم من الاعتقادات الرائجة أوساط هؤلاء والحوثيين كذلك، الذين يروجون أنهم يخوضون حربًا ضد عدوان أميركي في الأصل، فإن التدخل أو النفوذ الدولي في اليمن، سواء من الدول الغربية أو روسيا والصين، ليس بذلك المستوى الذي تروج له تلك القوى في أوساط اليمنيين بهدف التعبئة، والتمويه على طبيعة ارتباطاتهم الأجنبية، وأهدافهم الاستحواذية منذ ما قبل إندلاع الحرب. أعلن إسماعيل ولد الشيخ أحمد عن استنئاف المحادثات بين الحوثيين وأنصار صالح والحكومة المقيمة بالرياض بعد شهر من 6 أغسطس 2016، مشددًا أن الأمم المتحدة ليست الجهة المعنية بتوفير الحلول والتوصل إليها، خصوصًا إذا كانت الأطراف المشاركة في المحادثات لا تسعى إليها.
في الثاني من أغسطس 2016، جدد بان كي مون تأكيده على الوارد في التقرير الدولي بخصوص حماية الأطفال في النزاعات المسلحة، مضيفًا بأن الأمم المتحدة تتمسك بموقفها عن مسؤولية التحالف السعودي عما نسبته 60% من مجمل 1953 قتيل وجريح مؤكد من الأطفال اليمنيين. ويتحمل الحوثيون، المسؤولين عن الحصة الأكبر من عمليات تجنيد الأطفال بنسبة 72%، المسؤولية عن معظم الإصابات الباقية. ”لجنة تحقيق“ شكلتها السعودية وجدت أن السعودية بريئة من معظم اتهامات استهداف المدنيين. يذكر أن مشروع قرار أممي تقدمت به هولندا في خريف 2015 لتشكيل لجنة تحقيق دولية لتقصي مزاعم انتهاكات القانون الدولي وجرائم الحرب في اليمن، قوبل برفض سعودي ومن وكلائها اليمنيين كتحصيل حاصل. جيمس لينش، نائب مدير منظمة العفو الدولية في الشرق الأوسط وشمال أفريقيا، قال بأن تحقيقًا دوليًا مستقلًا هو الطريقة الوحيدة للوصول والتأكد من الحقيقة. بحسب مسوؤلين أميركيين لصحيفة النيويورك تايمز، فإن انعدام خبرة طياريي السعودية وخوفهم من النيران الأرضية، يدفعهم إلى التحليق في مسافات عمودية عالية تقلل الدقة وتتسبب بمزيد من الإصابات بين المدنيين.

### تشكيل مجلس قيادة رئاسي
في 7 أبريل 2022 أعلن هادي تشكيل مجلس قيادة رئاسي لاستكمال تنفيذ مهام المرحلة الانتقالية، وفوّضه بكامل صلاحياته.

## روابط خارجية
- عبد ربه منصور هادي على موقع الموسوعة البريطانية (الإنجليزية)
- عبد ربه منصور هادي على موقع مونزينجر (الألمانية)
- تقرير فريق الخبراء المنشأ عملاً بقرار مجلس الأمن 2140 - 26 يناير 2016.